# Milwaukee Brewers
Milwaukee Brewers is een Amerikaanse honkbalclub uit Milwaukee, Wisconsin. De club werd in 1969 opgericht als de Seattle Pilots in Seattle, Washington. In 1970 maakte men de overstap naar Milwaukee, alwaar de naam werd veranderd in Milwaukee Brewers.
De Brewers spelen hun wedstrijden in de Major League Baseball. De club speelde van 1969 tot en met 1997 in de American League, van 1969 tot en met 1971 in de West Division, van 1972 tot en met 1993 in de East Division en van 1994 tot en met 1997 in de Central Division van de American League. In 1998 stapte men over naar de National League. Momenteel spelen ze in de Central Division van de National League. Het stadion van de Brewers heet American Family Field. Ze hebben nog nooit de World Series gewonnen.

## Erelijst
In 1969 als Seattle Pilots, en van 1970 t/m heden als Milwaukee Brewers.
- Runners-up World Series (1×): 1982
- Winnaar American League (1×): 1982
- Winnaar National League Central (4×): 2011, 2018, 2021, 2023
- Winnaar American League East (1×): 1982
- Winnaar National League Wild Card (van 1994 t/m heden) (1×): 2008
- National League Wild Card Game (van 2012 t/m 2019 en 2021) (1×): 2019
- National League Wild Card Series (2020 en sinds 2022) (2×): 2020, 2023